# Mas Pujol (Vila-sacra)
El Mas Pujol és un mas situat al municipi de Vila-sacra, a la comarca catalana de l'Alt Empordà.